# Jayne Mansfield
Jayne Mansfield (Brynn Mawr, Pennsylvania, 1933. április 19. – Slidell, Louisiana, 1967. június 29.), született Vera Jane Palmer, Golden Globe-díjas amerikai színésznő, Playmate, az 1950-es évek egyik szőke szexszimbóluma.

## Élete
A második férje, a magyar származású Mickey Hargitay (Mr. Universum) a katonai behívó elől menekülve 1947-ben az Amerikai Egyesült Államokba emigrált.
Jayne Mansfield öt gyermeke közül egyik leánya, Mariska Hargitay ugyancsak színésznő lett. Jayne Mansfield autóbalesetben hunyt el.
Az ő életéről készült a The Jayne Mansfield Story című film.

## Magyarországon bemutatott filmjei
- Lázas éjszakák (1959)
- Hercules szerelmei (1960)

## További információ
- Hivatalos oldal
- Jayne Mansfield a Facebookon
- Jayne Mansfield a PORT.hu-n (magyarul)
- Jayne Mansfield az Internetes Szinkronadatbázisban (magyarul)
- Jayne Mansfield az Internet Movie Database-ben (angolul)
- Jayne Mansfield a Rotten Tomatoeson (angolul)
- Jayne Mansfield az AlloCiné weboldalán (franciául)
- Jayne Mansfield Profile. famousfix.com. (Hozzáférés: 2023. január 23.)